# Renicola thaidus
Renicola thaidus är en plattmaskart som först beskrevs av Horace Wesley Stunkard 1932.  Renicola thaidus ingår i släktet Renicola och familjen Renicolidae. Arten är reproducerande i Sverige. Inga underarter finns listade i Catalogue of Life.